# (13956) Banks
Pour les articles homonymes, voir Banks.
(13956) Banks est un astéroïde de la ceinture principale.

## Description
(13956) Banks est un astéroïde de la ceinture principale. Il fut découvert le 15 novembre 1990 à La Silla par Eric Walter Elst. Il présente une orbite caractérisée par un demi-grand axe de 2,53 UA, une excentricité de 0,12 et une inclinaison de 8,1° par rapport à l'écliptique.

## Compléments